# Flussordnungszahl
Die Flussordnungszahl (FLOZ) oder Gewässerordnungszahl ist in der Geomorphologie und Gewässerkunde eine positive Ganzzahl, die den Grad der Verzweigung in einem Gewässernetz angibt.
Es gibt verschiedene Ansätze für die topologische Ordnung von Flüssen bzw. Flussabschnitten nach ihrem Abstand von der Quelle oder von der Konfluenz (Zusammenfluss zweier Flüsse, siehe dazu: Mündung) ins Meer, und ihrer hierarchischen Stellung im Gewässersystem.

## Die klassische Flussordnung

Klassische Flussordnung

Die klassische Flussordnung teilt dem ins Meer mündenden Fluss (Strom) die Ordnung eins zu. Nebenflüsse erhalten jeweils eine um eins größere Ordnung als der Fluss, in den sie münden.
Diese von der Mündung ausgehende Flussordnungszahl kennzeichnet die Stellung im Flussnetz. Sie ist für allgemeine kartografische Zwecke angemessen, wirft aber Probleme auf, weil an jedem Zusammenfluss entschieden werden muss, an welcher der Abzweigungen der Fluss sich fortsetzt, oder ob er hier als Zusammenfluss zweier anderer Flüsse seine (hydrologische) Quelle hat. In der Anwendung spricht man nicht von Fluss, sondern von Strang, und der Strang der Ordnung 1 ist der, der an jeder Flussvereinigung der jeweils größere, wasserreichere ist, was die überkommene, sehr alte Namengebung der meisten Flüsse weitgehend widerspiegelt. Auch im Zusammenhang mit diesem Flussordnungssystem ist die Suche der Geographen des 19. Jahrhunderts nach der „wahren“ Quelle zu verstehen. Im Zuge dessen wurden weitere Kriterien diskutiert, nach denen der Hauptstrang definiert werden könne. Das Interesse galt neben dem Fließweg mit der größten Länge (Quelle mit maximaler Distanz zur Mündung) und den Größen der jeweils zu vergleichenden Teil-Einzugsgebiete besonders der größeren Richtungskonstanz am Punkt des Zusammenflusses, auch im Hinblick auf bloß namentliche, im Volumen nachrangige Hauptflüsse (wie Rhein/Aare oder Elbe/Moldau).

## Flussordnungszahl nach Strahler

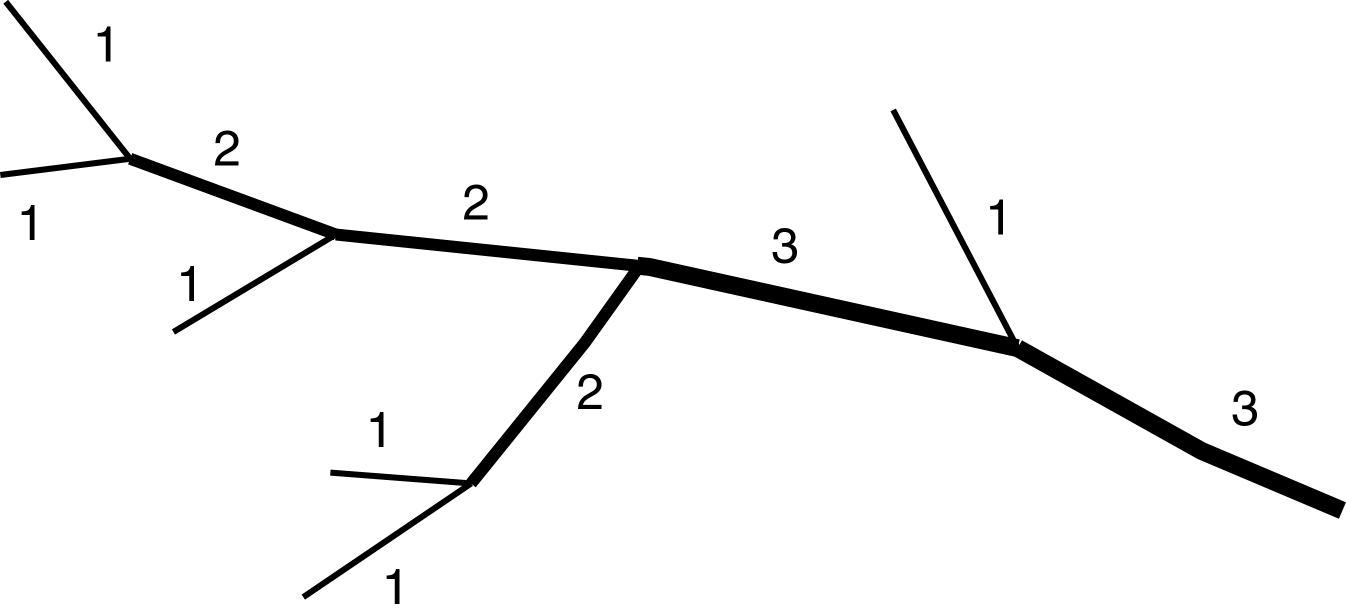
Flussordnung nach Strahler

Nach Strahler sind Flüsse erster Ordnung die äußersten Zuflüsse. Fließen zwei Flüsse gleicher Ordnung zusammen, erhält der Zusammenfluss eine Ordnungszahl, die um eins höher liegt, fließen zwei Gewässer mit unterschiedlicher FLOZ zusammen, überträgt sich die höhere auf das resultierende Gewässer.
Die Strahlerordnung ist für die Morphologie eines Fließgewässerraums entworfen und Grundlage wichtiger hydrographischer Indikatoren seines Aufbaues, wie Verzweigungsverhältnis, Flussdichte und Flusshäufigkeit. Seine Basis ist die Wasserscheidelinie des Einzugsgebiets. Es ist aber skalenabhängig, je nach Maßstab der Flusserfassung entstehen andere Ordnungszahlen. Eine allgemeine Untergrenze ergibt sich über die Definition eines Gewässers „Fluss“ über die Mündungsbreite, oder die Kartenerfassung anhand einer Mindestausdehnung. Das System selbst ist auch für kleinräumigere Strukturen verwendbar.

## Flussordnungszahl nach Shreve

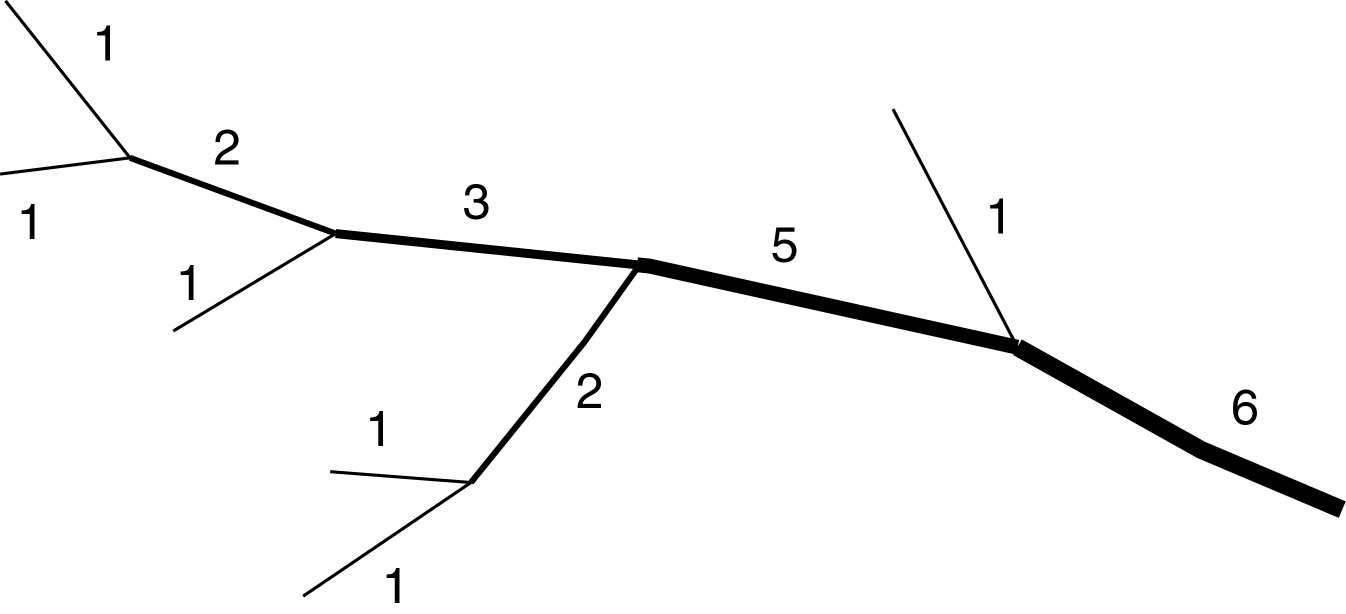
Flussordnung nach Shreve

Nach Shreve erhalten die äußersten Zuflüsse ebenfalls die Ordnung eins. Beim Zusammenfluss addieren sich jedoch die Ordnungszahlen.
Das System nach Shreve findet vornehmlich in der Hydrodynamik Anwendung: Es summiert die Anzahlen der Quellen im jeweiligen Einzugsgebiet oberhalb eines Pegels/Ausflusses, und korreliert grob mit den Abflussmengen und Einträgen. Wie die Strahler-Methode ist sie von der Genauigkeit der erfassten Quellen abhängig, aber weniger skalenvariant. Es kann durch geeignete Normalisierung auch relativ skalenunabhängig gemacht werden und ist dann von der genaueren Kenntnis der Ober- und Unterläufe eines Areals weitgehend unabhängig.

## Anwendung
Klassischer Anwendungsfall der Gewässerordnungen ist die allgemeine hydrologische Kartografie. In der systematischen Erfassung eines Gewässersystems geben Flussordnungssysteme auch wichtige Anhaltspunkte für die eindeutige Kennzeichnung und Zuordnung von Gewässern.
Bedeutung haben die Methoden von Strahler und Shreve insbesondere für die Modellierung und morphometrische Analyse von Gewässersystemen, weil sie nicht einem Strang, sondern einem Abschnitt des Flusslaufs eine Zahl zuordnen. Dadurch lässt sich das Netz an jedem Pegel oder Ausfluss in Oberwasser und Unterwasser trennen, und diese Punkte klassifizieren. Angewendet wird das als Basis für die Darstellung des Wasserhaushalts über Speichermodelle oder zeitbezogene Niederschlag-Abfluss-Modelle und ähnliches.
Auch in der GIS-basierten Geowissenschaft werden letztere beide Modelle verwendet, weil sie die „graphische Dicke“ eines Flussobjekts darstellen. Durch Wahl einer unteren Schwelle lassen sich Feinstrukturen des Baums ausblenden.